# Rudolf Schlichter
Rudolf Schlichter (ur. 6 grudnia 1890 w Calw, zm. 3 maja 1955 w Monachium) – niemiecki malarz, należący do kierunku Nowej Rzeczowości.

## Życiorys
Urodził się jako najmłodszy z sześciorga rodzeństwa. Po ukończeniu nauki w szóstej klasie uczył się w Pforzheim malarstwa na porcelanie. W latach 1906–1909 studiował w Akademii Sztuk Pięknych w Stuttgarcie, od 1911 w Akademii Sztuk Pięknych w Karlsruhe, m.in. u Wilhelma Trübnera i Hansa Thomy. Odbył podróże studialne do Włoch i Francji. Sprzeciwiał się tradycyjnemu mieszczaństwu, za pośrednictwem malarza Juliusa Kaspera wszedł w kręgi półświatka. Utrzymywał się ze sprzedaży pornograficznych rysunków. W roku 1916 został powołany do wojska. W roku 1918 został członkiem rad żołnierskich.
W roku 1919 wspólnie z Władimirem Zabotinem wystawił swoje prace w Karlsruhe, gdzie był współzałożycielem grupy Rih. W tym samym roku przeniósł się do Berlina, gdzie został członkiem grupy listopadowej, Berlińskiej Secesji, Berlińskich Dadaistów i członkiem Komunistycznej Partii Niemiec.
W roku 1920 wystawił na międzynarodowej wystawie dadaistycznej kukłę żołnierza ze świńską głową, co spowodowało skandal i oskarżenie przeciw niemu, George Groszowi, Wielandowi Herzfelde, Johnowi Heartfieldowi oraz właścicielowi galerii Otto Burchardowi.
We wczesnych latach dwudziestych tworzył głównie ilustracje książkowe i prasowe.
Do kręgu jego przyjaciół należeli Bertolt Brecht, Alfred Döblin, George Grosz i Carl Zuckmayer.
Wskutek sporu z grupą listopadową współtworzył w roku 1924 „Czerwoną Grupę”. W tym samym roku uczestniczył w pierwszej niemieckiej wystawie sztuki w ZSRR.
W roku 19255 brał udział w wystawie Nowej Rzeczowości w Mannheim. W dwa lata później poznał późniejszą żonę Elfriede Elisabeth Koehler, zaczął się dystansować od polityki i zwracać ku katolicyzmowi. Poznał pisarzy: Ernsta von Salomona oraz braci Ernsta Jüngera i Friedricha Georga Jüngera.
Ogłosił autobiograficzne książki Zwischenwelt (Świat pośredni) i Das widerspenstige Fleisch (Krnąbrne ciało). Kolejny tom Tönerne Füße (Gliniane nogi) dostał się na indeks hitlerowski.
W roku 1935 Schlichter, zamieszkały wtedy w Rottenburg am Neckar, został wykluczony z Reichsschrifttumskammer (Izby Piśmiennictwa Rzeszy) i Reichsverband Deutscher Schriftsteller (Zrzeszenia Pisarzy Niemieckich).
Siedemnaście jego obrazów zostało usuniętych z muzeów i wystaw, cztery zostały pokazane na wystawie „Sztuki Zdegenerowanej” w Monachium.
W roku 1938 znalazł się pod pretekstem „nie-narodowosocjalistycznego trybu życia” na trzy miesiące w areszcie śledczym.
Po wojnie uczestniczył w wystawie w Dreźnie i założył w Monachium „Neue Gruppe“ (Nową Grupę). W twórczości zbliżył się do surrealizmu.
Został pochowany na Cmentarzu Leśnym w Monachium, jednak jego grób został po okresie grzebalnym zlikwidowany.